# Roodbrauwhoningeter
De roodbrauwhoningeter (Melidectes ochromelas) is een zangvogel uit de familie Meliphagidae (honingeters).

## Verspreiding en leefgebied
Deze soort is endemisch in Nieuw-Guinea en heeft een versnipperde verspreiding in de bergen van het noordwesten tot het zuidoosten.

## Status
De grootte van de populatie is niet gekwantificeerd maar de soort wordt omschreven als schaars tot plaatselijk algemeen. Op de Rode lijst van de IUCN heeft deze soort de status niet bedreigd.